# Гай Атиний Лабеон (претор 195 года до н. э.)
Гай Ати́ний Лабео́н (лат. Gaius Atinius Labeo; III—II век до н. э.) — римский политический деятель, народный трибун 197 года до н. э., претор 195 года до н. э.
Во время трибуната Гай Атиний внёс предложение о выведении пяти колоний, а позже (совместно с коллегой Гаем Афранием) отклонил требования консулов, Гая Корнелия Цетега и Квинта Минуция Руфа, о совместном триумфе. В 195 году до н. э. Лабеон был претором по делам иноземцев.
Авл Геллий упоминает «древний закон Атиния», в котором говорится: «Право собственности на ту вещь, что будет украдена, да будет [сохраняться] вечно». Остаётся неяным, был ли разработан закон именно Гаем Атинием Лабеоном.